# Xylorhiza confertifolia
Xylorhiza confertifolia là một loài thực vật có hoa trong họ Cúc. Loài này được (Cronquist) T.J.Watson miêu tả khoa học đầu tiên năm 1977.